# Afania
Afania (in greco Αφάνεια?;in turco Gaziköy o Afanya) o Afanteia è un villaggio situato de facto nel distretto di Lefkoşa della Repubblica Turca di Cipro del Nord, e de jure nel Distretto di Famagosta della Repubblica di Cipro. Sino al 1974 il villaggio è sempre stato misto. 
Nel 2011 Afania aveva 713 abitanti.

## Geografia fisica
Afanteia o Afania è un villaggio situato nel distretto di Famagosta di Cipro. Esso è sito nella pianura della Messaria, otto chilometri a nord-ovest di Vatili e quattro chilometri a ovest di Asha/Paşaköy.

## Origini del nome
Afanteia  in greco significa qualcosa come "distruzione" o "catastrofe". Nel 1958 i turco-ciprioti cambiarono il nome in Gaziköy, che significa "villaggio del combattente islamico vittorioso" o "villaggio dell'eroe di guerra". Sebbene nel 1960 Afanteia si trovasse nel distretto di Famagosta, i turco-ciprioti riassegnarono il villaggio al distretto di Nicosia.

## Storia
Nel XIII secolo il villaggio è citato in alcuni documenti papali.

## Società

### Evoluzione demografica
Sino al 1974, Afanteia/Gaziköy era sempre stato un villaggio misto. Nel censimento ottomano del 1831, i musulmani (turco-ciprioti) costituivano la maggioranza degli abitanti (59%). Nel 1891 la loro percentuale scese al 44%. Durante il periodo coloniale britannico, mentre la popolazione greco-cipriota del villaggio aumentò significativamente, la popolazione turco-cipriota rimase fluttuante. Nel 1960 la quota  della popolazione greco-cipriota del villaggio era salita al 62%, mentre la percentuale dei turco-ciprioti era scesa al 38%.
Nel 1958, a seguito di disordini nella regione di Paphos e con l'incoraggiamento della leadership turco-cipriota, i turco-ciprioti di Lempa/Çıralı, un villaggio di Paphos, si trasferirono ad Afanteia/Gaziköy e si stabilirono nel quartiere turco-cipriota. Tuttavia, tutti tornarono al loro villaggio d'origine dopo l'istituzione della Repubblica di Cipro nel 1960. Non ci furono spostamenti nel villaggio durante il conflitto intercomunitario del 1963-64. Tuttavia, nell'agosto 1974, i greco-ciprioti di Aphania/Gaziköy fuggirono dall'esercito turco che avanzava. Attualmente, come il resto dei greco-ciprioti sfollati, i greco-ciprioti di Afanteia sono sparsi nel sud dell'isola, soprattutto nelle città. Il numero di greco-ciprioti di Afanteia sfollati nel 1974 era di circa 600 (588 nel censimento del 1973).
Attualmente il villaggio è abitato principalmente dai suoi abitanti originari turco-ciprioti. Inoltre, dopo il 1974,  vi furono reinsediate alcune famiglie turco-cipriote sfollate da vari villaggi del sud come Agios Sozomenos/Arpalık. Nel 1976-77  si stabilì nel villaggio anche un piccolo numero di famiglie dalla Turchia, principalmente da Adana e Elişkrit. Inoltre,  nel villaggio attualmente vive un piccolo numero di turco-ciprioti non sfollati dai villaggi vicini. Il censimento turco-cipriota del 2006 ha fissato la popolazione del villaggio a 679 persone.

## Sport

### Calcio
Il Gaziköy Sports Club turco-cipriota è stato fondato nel 1952, e nel 2015 militava nella seconda lega K-PET della Federazione calcistica di Cipro del Nord (CTFA) .